# 成山棋
成山棋，是流傳於湖北省江漢平原地區的兩人傳統棋類，是種直棋類遊戲，棋盤同西方的九子直棋，但規則不同。

## 棋具
- 棋盤為三同心的正方形，直線交叉，組成二十四個棋點。

- 每方棋子數為九，以兩色區分敵我。

## 規則
- 对弈过程分弈过程分兩步驟：放子、與走子。
  - 放子：依次将一己棋放在空棋點，不能放在任何方被吃過的棋點。
  - 走子：兩方都已將手上的棋子放完，則開始移動己棋，沿線一格。
    - 直吃：無論是放子或走子階段，只要主動造成三己棋在縱或橫線連成一線，移除任一枚非連成三子的敵棋。

- 消滅或阻礙所有敵棋者勝[1]。